# Рибейру, Даниэл
Даниэ́л Рибе́йру (порт. Daniel Ribeiro; род. 20 мая 1982, Сан-Паулу, Бразилия) — бразильский кинорежиссёр, сценарист и продюсер.

## Биография
Даниэл Рибейру родился 20 мая 1982 года в Сан-Паулу, Бразилия. Учился в киношколе Университета Сан-Паулу. Как режиссёр поставил несколько короткометражных фильмов, которые были отмечены многочисленными наградами престижных международных кинофестивалей. Его фильм 2007 года «Кофе с молоком» получил Хрустального медведя за лучший короткометражный фильм на Берлинском кинофестивале 2008 года.
Первый полнометражный фильм Даниэла Рибейру «В его глазах», снятый на основе своей короткометражки «Я не хочу возвращаться один», получил премии «Тедди» за лучший ЛГБТ-фильм и Приз ФИПРЕССИ за лучший художественный фильм в секции Панорама на 64-м Берлинском международном кинофестивале.